# Elegia de um crime
Elegia de um crime é um documentário brasileiro de 2018, dirigido por Cristiano Burlan, que busca respostas para uma tragédia envolvendo a família do diretor, cuja mãe foi assassinada pelo parceiro.
O filme foi um dos longa-metragens brasileiros selecionados para a 23ª edição do festival brasileiro É Tudo Verdade, realizado nas cidades de São Paulo e no Rio de Janeiro em 2018.